# Рене Обержоноа
Ренѐ Мюра̀ Обержоноа̀ (на френски: Renè Murat Auberjonois) е американски актьор и певец от френски произход.

## Биография
Роден е на 1 юни 1940 г. в Ню Йорк. Баща му Фернан Обержоноа̀ (1910 – 2004) е роден в Швейцария, бил е чуждестранен кореспондент от Студената война и номиниран за наградата Пулицър. Неговият дядо по бащина линия, Рене Обержоноа̀ е швейцарски художник-импресионист.
След Втората световна война семейството му се премества в Париж, където в ранна възраст той решава да стане актьор. След няколко години семейството се завръща в САЩ и се присъединява към артистите Бърджис Мередит, Джон Хаусман и Хелън Хейс в окръг Рокланд, Ню Йорк.
Семейството на Рене също успява да живее в Лондон, където той завършва гимназия, докато учи театрални изкуства. Завършва  Технологичния институт Карнеги през 1962 г. 
Известен е с ролите си в телевизионните сериали „Адвокатите от Бостън“ и „Стар Трек: Космическа станция 9“. Той има дълга и успешна кариера на Бродуей и е носител на наградата Тони през 1970 г. за мюзикъла Коко. Интересен факт от биографията му е роднинската му връзка с император Наполеон Бонапарт.

## Смърт
В интервю за списание Compassion & Choices, съпругата му Джудит Обержоноа разкрива, че Рене е преминал през химиотерапия за рак на белия дроб през 2018 г.
През 2019 г. е установено, че ракът се е разпространил към мозъка му. Поради потенциалната възможност за сериозни странични ефекти върху когнитивните способности, Обержоноа решава да спре лечението с радиация на целия мозък, което му е предписано от неговите лекари.
Като жител на Калифорния, Обержоноа решава да прибегне към медицинска помощ при умиране или асистирана евтаназия по силата на закона California End of Life Option Act („Kалифорнийският закон за избор на край на живота“).
На 6 декември 2019 г. той прекарва последните си часове в разглеждане на албуми и слушане на музика със семейството си в дома си в Лос Анджелис. След това взима лекарствата, предписани за асистирано самоубийство и умира на 79 години. Спрямо Калифорнийския закон за избор на край на живота, в смъртните актове като причина за смъртта се посочва основното неизлечимо заболяване, а не употребата на лекарства, които прекратяват живота. Като причина за смъртта му се посочва метастазирал рак на белия дроб.

## Филмография
- „Стар Трек: Феномен“ (глас, архивен запис) – 2022 г.
- „Израстването на Бюканън“ – 2019 г.
- „Шоуто на Том и Джери“ (глас, 1 епизод) – 2019 г.
- „Госпожо Държавен секретар“ (4 епизода) – 2016 г.
- „Библиотекарите“ – 2015 г.
- „Бен 10: Омнивърс“ (глас, 6 епизода) – 2012 – 2014 г.
- „Хранилище 13“ (4 епизода) – 2010 – 2014 г.
- „Арчър“ (глас, 3 епизода) – 2010 – 2013 г.
- „Добрата съпруга“ – 2013 г.
- „Военни престъпления“ – 2012 г.
- „Уинкс Клуб“ (глас, 1 епизод) – 2012 г.
- „Анатомията на Грей“ – 2012 г.
- „Престъпни намерения“ – 2011 г.
- „Шоуто на Шантавите рисунки“ (глас, 3 епизода) – 2011 г.
- „Младежка лига“ (глас, 2 епизода) – 2010 г.
- „Слънчева Филаделфия“ – 2010 г.
- „Изкуплението на Грейс“ (2 епизода) – 2007 – 2008 г.
- „Семейният тип“ (глас) – 2006 г.
- „Аватар: Повелителят на четирите стихии“ (глас, 4 епизода) – 2005 – 2007 г.
- „Дък Доджърс“ (глас, 1 епизод) – 2005 г.
- „Адвокатите от Бостън“ (71 епизоди) – 2004 – 2008 г.
- „Шаолински двубои“ (глас) – 2003 – 2004 г.
- „Стар Трек: Ентърпрайз“ – 2002 г.
- „Лигата на справедливостта“ (глас, 4 епизода) – 2001 – 2003 г.
- „Легендата за Тарзан“ (глас, 12 епизоди) – 2001 – 2002 г.
- „Дневниците на принцесата“ – 2001 г.
- „Фрейзър“ (2 епизода) – 2001 г.
- „Съдия Ейми“ (4 епизода) – 2001 – 2002 г.
- „Адвокатите“ (2 епизода) – 2000 – 2002 г.
- „Старгейт“ – 2000 г.
- „Патриотът“ – 2000 г.
- „Западното крило“ – 1999 г.
- „Инспектор Гаджет“ – 1999 г.
- „Чикаго Хоуп“ – 1999 г.
- „Полтъргайст“ (2 епизода) – 1998 – 1999 г.
- „До краен предел“ – 1998 г.
- „Батман завинаги“ – 1995 г.
- „Стар Трек: Космическа станция 9“ – 1993 – 1999 г.
- „Матлок“ (3 епизода) – 1992 – 1993 г.
- „Батман: Анимационният сериал“ (глас, 2 епизода) – 1992 г.
- „Чернокрилия паток“ (глас, 1 епизод) – 1991 г.
- „Малката русалка“ (глас) – 1989 г.
- „Супермен“ (глас) – 1988 г.
- „Убийство по сценарий“ (2 епизода) – 1987 – 1988 г.
- „Патешки истории“ (глас) – 1987 г.
- „Смърфовете“ (глас) – 1981 – 1989 г.
- „Ангелите на Чарли“ (2 епизода) – 1976 и 1979 г.
- „Пийт и Тили“ – 1972 г.
- „Военнополева болница“ – 1970 г.
- „Петулия“ – 1968 г.
- „Лилит“ – 1964 г.